# جوسيف باور (سياسي)
جوسيف باور (بالألمانية: Josef Bauer)‏ هو سياسي ألماني، ولد في 25 يناير 1881 في ألمانيا، وتوفي في 30 أبريل 1958 في ميونخ في ألمانيا. حزبياً، نشط في الحزب النازي. وقد انتخب عضو مجلس النواب الألماني من ألمانيا النازية.